# Цезарский, Александр Семёнович
Александр Семёнович Цезарский (Цесарский; 1834 — не ранее 1913) — отставной подполковник русской армии, участник Кавказской и Русско-турецкой (1877—1878) войн. Георгиевский кавалер. Из почётных граждан Ставропольской губернии.

## Биография
Православного вероисповедания. В 1851 году окончил курс Ставропольской губернской гимназии. С 28 июля 1855 года в службе унтер-офицером с выслугой 3 месяцев за рядового в 6-м запасном батальоне Грузинского гренадерского великого князя Константина Николаевича полка. 5 июня 1857 года после расформирования запасных дивизий был назначен в Тифлисский гренадерский полк, а 19 мая 1859 переведён в 20-й стрелковый батальон (31.08.1870 переименован в 3-й Кавказский стрелковый батальон). Во время Кавказской войны в составе Чеченского отряда русской армии принимал участие в Ичкерийской экспедиции 1858―1859 годов на резиденцию имама Шамиля Ведено. В чине юнкера Цезарский командовал взводом 1-й роты стрелкового батальона. 22 ноября 1861 года за отличие в делах против горцев был произведён в первый офицерский чин прапорщика. Со 2 января по 13 марта 1862 года состоял заведующим оружейной частью. 21 мая того же года был назначен исполняющим должность батальонного казначея, а 14 ноября утверждён в той должности. 28 апреля 1863 года получил чин поручика, а 1 января 1865 — поручика. 11 февраля 1866 года сдал должность батальонного казначея.
2 октября 1866 года Цезарский был командирован в Кавказскую учебную роту, курс в которой 30 сентября следующего года окончил с отличием и 10 октября вступил в должность заведующего оружейной частью 20-го стрелкового батальона. 15 апреля 1867 года был назначен командующим 1-й ротой. 25 марта 1868 года был произведён в штабс-капитаны. 7 февраля 1869 года был утверждён в должности командира 1-й роты, а 17 мая произведён в капитаны.
По распоряжению штаба 20-й пехотной дивизии от 11 октября 1869 года за № 1637 Цезарский 18 числа того же месяца был командирован в штаб Е. И. В. инспектора стрелковых батальонов герцога Георг-Августа Мекленбург-Стрелицкого для ознакомления с нарезными ружьями (винтовками) Бердана и их приёма для батальона. С транспортом прибыл 18 апреля 1870 года.
С 7 февраля 1870 по 18 февраля 1871 года, а затем с 19 апреля 1872 года Цезарский являлся членом батальонного суда. 16 августа того же года был избран председатель того суда. 2 декабря 1875 года назначен исполняющим должность заведующего хозяйством батальона, а 16 февраля 1876 в той должности был утверждён, в связи с чем 2 марта сдал должность председателя суда.
23 сентября 1876 года Цезарский был переведён в 81-й Апшеронский пехотный полк, а 1 ноября за отличие произведён в майоры.
В преддверии Русско-турецкой войны 1877—1878 годов Цезарский по распоряжению начальника Эриванского отряда генерал-лейтенанта А. А. Тергукасова 26 ноября 1876 года был командирован в штаб-квартиру батальона в г. Владикавказ для вооружения чинов призванных из запаса для укомплектования батальона по военному составу. С разрешения Е. И. В. главнокомандующего Кавказской армией великого князя Михаила Николаевича Цезарский 10 декабря до окончания мобилизации войск был прикомандирован к 3-му Кавказскому стрелковому батальону (в котором служил ранее), а 27 января 1877 года переведён в него.
С началом войны 3-й Кавказский стрелковый батальон входил в состав Эриванского отряда, составлявшего левое крыло действующей русской армии на кавказском театре военных действий. В связи с тем, что командир батальона подполковник Е. В. Борделиус был назначен начальником пехоты в авангарде отряда, приказом по батальону Цезарский 3 мая 1877 года был назначен его временно командующим.
Цезарский являлся особо доверенным лицом начальника отряда генерал-лейтенанта А. А. Тергукасова, который давал ему наиважнейшие поручения. С 18 по 26 мая для исполнения особых, возложенных на него начальником отряда поручений, был командирован в сел. Игдыр и в г. Эривань. Позже, по поручению Тергукасова Цезарским были разработаны кратчайшие пути сообщения отряда с Сурмалинским уездом Эриванской губернии через Каравансарайский перевал, которые в дальнейшем были использованы Эриванским отрядом во время отступления, чтобы не попасть в западню. В дальнейшем в боестолкновениях с турецкими войсками проявлял полезные инициативы. В сражении при Драмдаге 4 июня под Цезарским, лично водившим в бой свои роты, была убита лошадь. На следующий день после сражения он с двумя сотнями казаков 2-го Хопёрского полка по поручению начальника отряда похоронил 160 тел погибших турецких солдат и ещё около 150 тел павших бойцов противника были погребены курдами конно-иррегулярного дивизиона русской армии.
5 июня, по случаю назначения временно отлучённого командира батальона подполковника Е. В. Борделиуса начальником правой колонны, Цезарский вновь был назначен временным командующим батальоном. В Даракской операции 21 июня во время отступления Эриванского отряда Цезарский, расположив стрелковые роты на доминирующих позициях, длительное время удерживал турецкие силы. «За распорядительность в том сражении и указания обхода турецкого корпуса» он был награждён орденом Св. Владимира 4-й степени с мечами и бантом. 27 августа, по распоряжению главнокомандующего Кавказской армией Михаила Николаевича, Цезарский принял батальон на законном основании (как штатный временно-командующий), а 20 сентября сдал должность в связи с назначением командиром батальона подполковника П. К. Крузенштерна. 23 октября в сражении при Деве-Бойну во время штурма турецкой батареи Цезарский был ранен. 26 декабря того же 1877 года был удостоен ордена Св. Георгия 4-й степени.
После войны Цезарский продолжал состоять на должности заведующего хозяйством 3-го Кавказского стрелкового батальона, а 11 декабря 1878 года, ввиду ухудшения здоровья, по собственному ходатайству сдал ту должность. 29 июля 1879 года был зачислен по стрелковым батальонам, а 21 сентября исключён из списков батальона. 27 апреля 1881 года Цезарский по болезни был уволен от службы с награждением чином подполковника с мундиром и пенсионом 2/3 жалования. По его словам, он оставил службу «по причине тяжкой неизлечимой болезни». В том же 1881 году он издал книгу «Описание боевой жизни 3-го Кавказского стрелкового батальона».
По выходе в отставку Цезарский проживал в Киеве, где владел усадьбой по Гоголевской улице, 26. В 1895—1906 годах избирался гласным Киевской городской думы и участвовал в нескольких её комиссиях. Состоял членом Киевского отдела Русского собрания, в октябре 1906 года представлял отдел на 3-м Всероссийском съезде русских людей в Киеве. В 1908 году стал членом-учредителем Киевского клуба русских националистов. Умер не ранее 1913 года.

## Чинопроизводство
- унтер-офицер (28.07.1855)
- прапорщик (22.11.1861, старшинство в чине 28.07.1861) — За отличие в делах против горцев.
- подпоручик (28.04.1863)
- поручик (01.06.1865)
- штабс-капитан (25.03.1868)
- капитан (17.05.1869)
- майор (01.11.1876) — За отличие.
- подполковник (27.04.1881) — Награждён при увольнении со службы.

## Награды
- Орден Святого Станислава 3-й степени (30.11.1866)
- Орден Святой Анны 3-й степени (23.09.1872)
- Орден Святого Владимира 4-й степени с мечами и бантом (13.07.1877)
- Орден Святого Георгия 4-й степени (08.01.1877)
- Орден Св. Станислава 2-й степени с мечами (5.08.1879)

Медали
- Бронзовая медаль «В память войны 1853—1856»
- Серебряная медаль «За покорение Чечни и Дагестана в 1857, 1858 и 1859»
- Серебряная медаль «За покорение Западного Кавказа 1859—1864»
- Светло-бронзовая медаль «В память Русско-турецкой войны 1877—1878»
- Медаль «В память войны за освобождение и независимость 1875—1878» (Черногория, 1878)
- Медаль «За храбрость» (Черногория, 26.10.1878) — пожалованная князем Николаем I Черногорским.

## Комментарии
1. ↑  Как отмечал военный историк, участник той кампании подполковник Б. М. Колюбакин, ― Тергукасов знал майора Цезарского лично как «отличного во всех отношениях офицера, деятельного, расторопного и знатока военного хозяйства»[7].
2. ↑  Примечательно то, что в том же месяце во время отступления Эриванского отряда курды иррегулярных турецких войск вырыли могилы русских солдат, павших в Даярском сражении 9 июня 1877 года и, сняв с них одежду в качестве добытых трофеев, подвергнули их тела всяческим надругательствам[9][10].